# Снятие с креста (картина Рубенса, Антверпен)
«Снятие с креста» (нидерл. Kruisafneming) — центральная панель триптиха работы знаменитого фламандского живописца Питера Пауля Рубенса, написанного в период 1610 — 1614 годов. Картина является вторым большим алтарным образом работы Рубенса для Собора Богоматери в Антверпене, (Антверпен, Бельгия). Триптих размещён в правом трансепте собора. Симметрично, в левом трансепте, находится парная, ещё более грандиозная композиция: «Воздвижение Креста».

## История
К работе над этой темой Рубенс возвращался неоднократно c непродолжительными перерывами. Один из вариантов композиции на тему «Снятия с креста» был написан художником в 1616 году (Дворец изящных искусств, Лилль), другой, в том же году, хранится в Галерее Курто в Лондоне. Ещё один вариант создан позднее вместе с учениками (возможно участие А. Ван Дейка) в 1617—1618 годах — в Санкт-Петербургском Эрмитаже (поступил собрания императрицы Жозефины в Мальмезоне). Другие варианты находятся в церкви Иоанна Крестителя в Аррасе, в соборе Сент-Омера, в музее Валансьена.
Основная композиция представлена на центральной панели алтаря. Она была закончена в 1612 году, боковые створки добавлены позднее. Полные размеры триптиха: центральная панель: 4,21×3,11 м, две боковые панели: 4,21×1,53 м. Это одно из наиболее знаменитых произведений мастера и один из величайших шедевров живописи фламандского барокко, он по праву считается одним из самых мощных и величественных произведений Рубенса.
Триптих «Снятие с креста» был написан вслед за близким по масштабу и теме «Воздвижением креста» (1610). Теперь обе работы, прославившие Рубенса, находятся в Кафедральном соборе Антверпена. Художник создал их вскоре после своего возвращения из Италии, но первоначально они рассматривались как самостоятельные произведения. Картина «Воздвижение Креста» была заказана для церкви святой Вальбурги, в то время как картина «Снятие с креста» находилась в Кафедральном соборе и предназначалась для капеллы Гильдии аркебузьеров (Kolveniersgilde; аркебуза получила в те времена широкое распространение в качестве огнестрельного оружия). «Аркебузьерами» тогда называли одно из многочисленных в то время полувоенных братств в Нидерландах. Покровителем братства является Святой Христофор. Триптих предназначался для бокового придела, выделенного братству для молитв в главной городской церкви. Друг Рубенса, Николас Рококе, являлся одним из руководителей этой гильдии (Рубенс позднее также стал членом гильдии). Очевидно, именно Рококе и предоставил Рубенсу заказ на алтарный образ. Заказ был официально оформлен 7 сентября 1611 года.

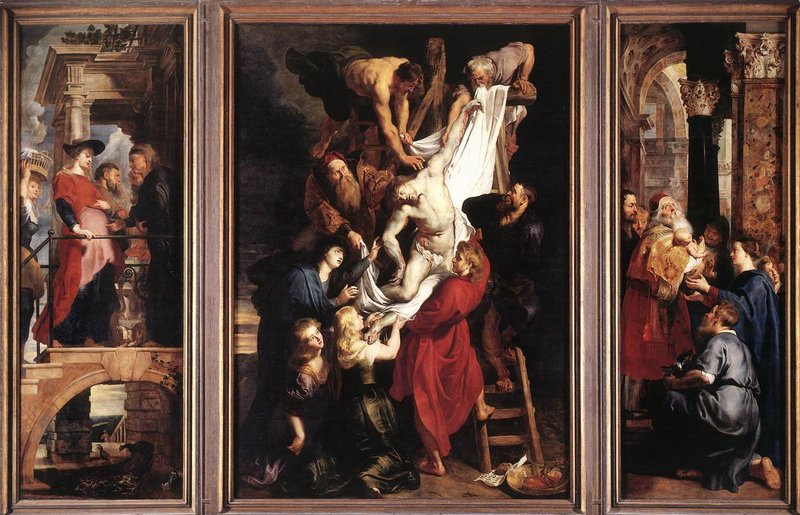
Полное изображение триптиха

Создание новых алтарей для всех католических храмов и церквей Фландрии было частью договора наместника Нидерландов Алессандро Фарнезе, когда после 17 августа 1585 года (падение Антверпена) на территории была установлена власть Испанской Короны, а вместе с ней испанские светские обычаи и каноны католической церкви.
Алтарный триптих Рубенса представляет собой одно из ранних произведений художника, в нём видят влияния впечатлений путешествия Рубенса по Италии и воздействие произведений известных мастеров итальянской живописи XVI—XVII веков, среди них живописцев Даниеле да Вольтерры, Федерико Бароччи, Чиголи.
С момента написания алтарный образ находился в Соборе Антверпенской Богоматери и никогда не покидал его стен до тех пор, пока Наполеон Бонапарт не вторгся в 1810 году в Нидерланды. Он распорядился вывезти триптих Рубенса вместе с другим: «Воздвижение Креста» и отправить оба произведения в Париж, в «Музей Наполеона» (позднее: Музей Лувра). В 1815 году после падения Наполеона оба триптиха были возвращены в собор.

## Иконография и композиция триптиха

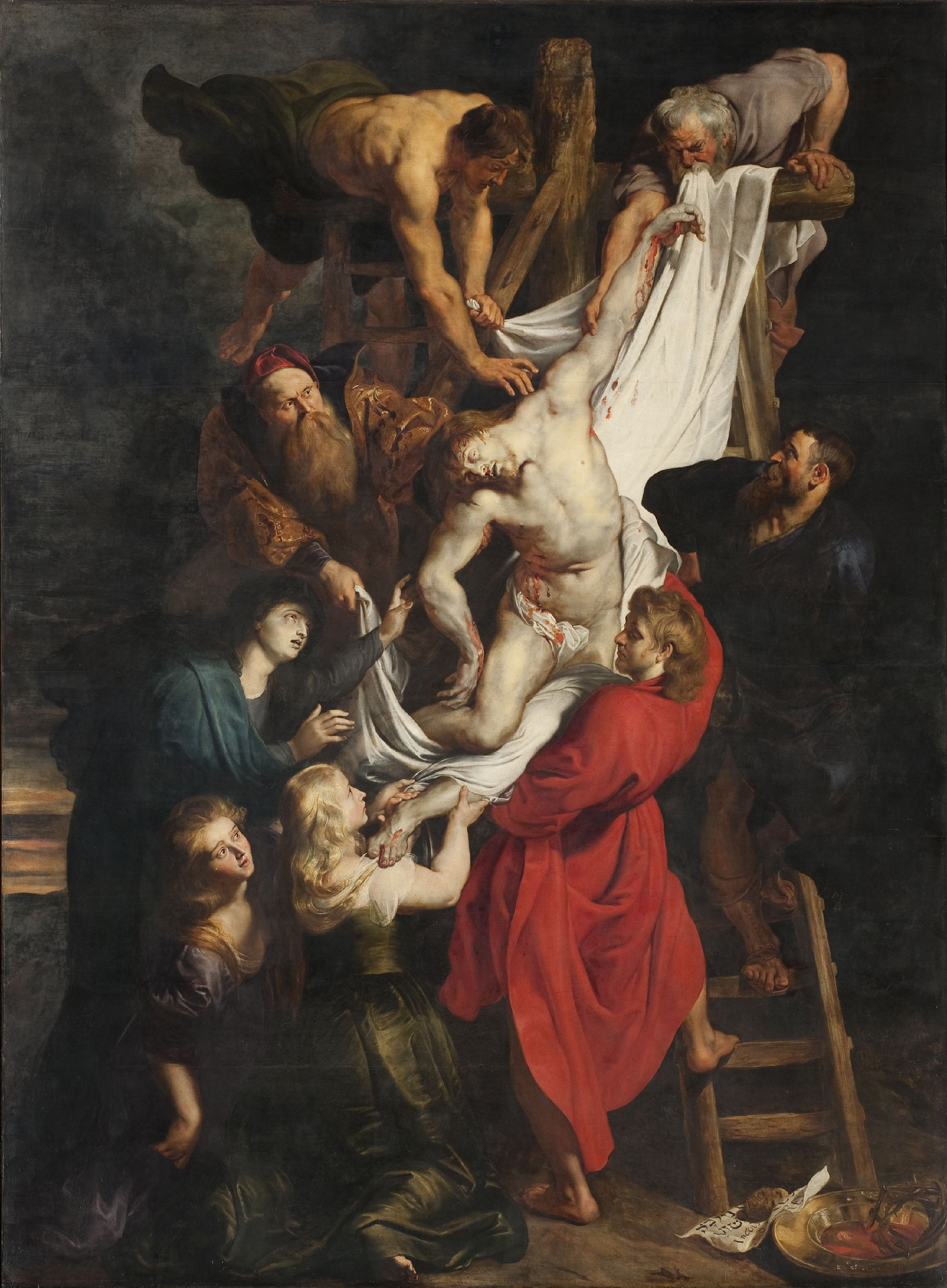
Центральная панель триптиха «Снятие с креста»

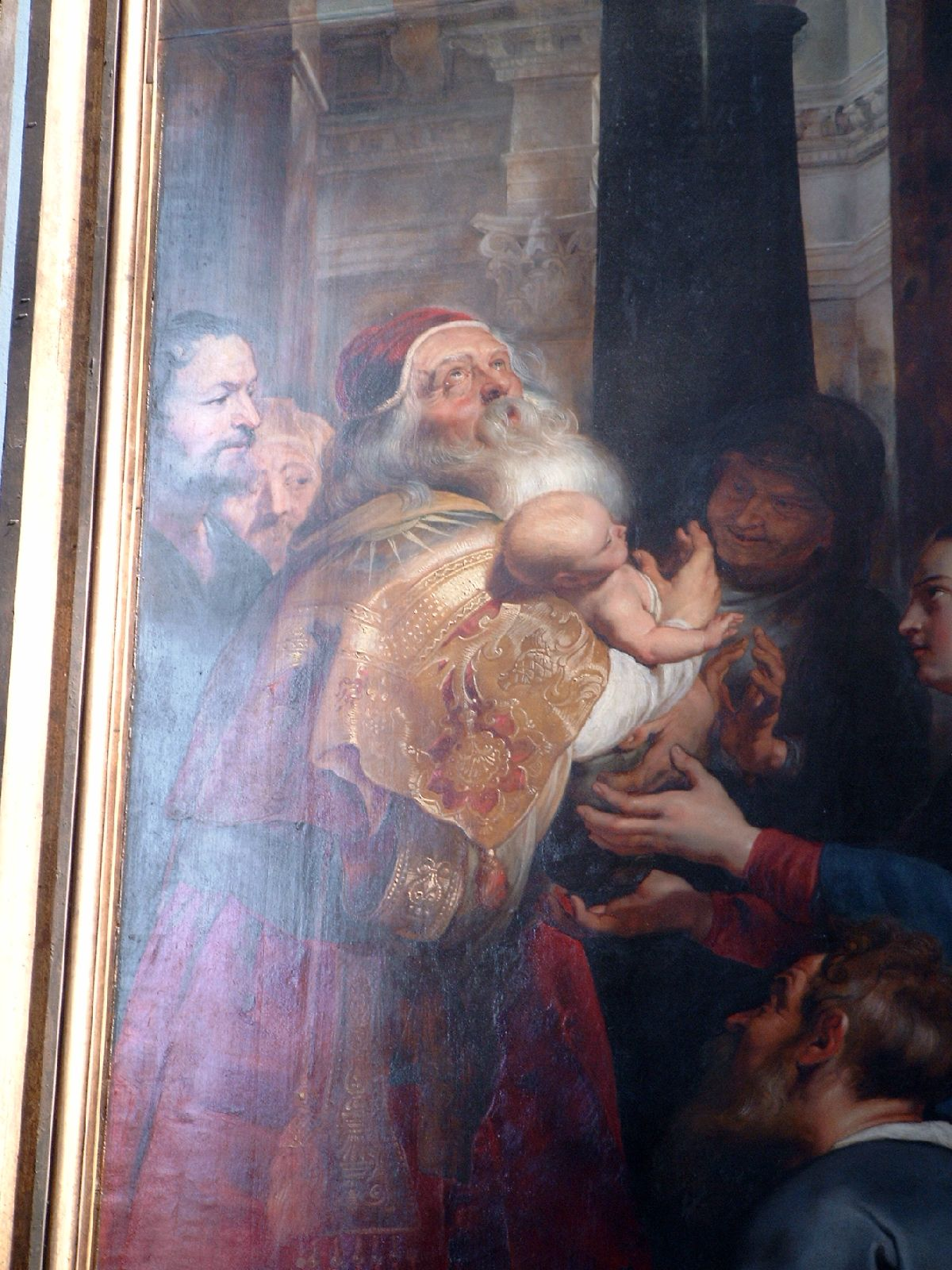
Правая панель

Триптих, как было принято в странах Северной и Центральной Европы в Средневековье и в искусстве Северного Возрождения, является двусторонним. Его рассматривают в закрытом виде и в открытом (в праздничные дни). В композиции триптиха последовательно раскрываются сцены: «Встреча Марии и Елизаветы», «Снятие с креста» и «Представление Иисуса в Иерусалимском храме». На центральной панели раскрытого алтаря между восемью фигурами показано мёртвое тело Христа, его осторожно снимают с креста. В верхней части композиции показаны два человека, один из них ещё поддерживает тело Спасителя, в то время как Святой Иоанн, стоя внизу, принимает Христа. Коленопреклоненные Святые жёны готовы помочь Иоанну, а Богоматерь (изображена слева) с бледным лицом приближается, протягивая руки, чтобы принять тело Сына. Иосиф Аримафейский, стоя на лестнице, поддерживает тело сверху. С противоположной стороны другой старец спускается по приставной лестнице, выпустив угол плащаницы и передавая свою ношу стоящему рядом Иоанну. Наиболее поразительна во всей работе фигура мёртвого Христа. Знаменитый английский живописец XVIII века сэр Джошуа Рейнолдс писал: «Это одна из самых прекрасных его фигур. Голова, упавшая на плечо, смещение всего тела дают нам такое верное представление о тяжести смерти, что никакое другое не в силах превзойти его».
Рубенсу удалось передать то мгновение, когда тело освобождено от креста, до того, как оно под тяжестью своего веса попадёт в руки Иоанна, который стоит, раскрыв свои объятия, чтобы принять его. Фигура слева слегка поддерживает левую руку Христа, а справа достопочтенный старец Никодим, другой рукой удерживает его тело. Одна из ног Спасителя касается плеча Марии Магдалины и её золотистых волос. Саломея (она же Мария Клеопа) припадает на коленях к подножию креста, подбирая подол своего платья. Но никто из них ещё не принял на себя его тела; это критический момент, точно схваченный художником.
По некоторым источникам, изображение Марии Магдалины было написано с Изабеллы Брандт, на которой Рубенс женился за два года до создания картины и которая послужила художнику, возможно во время своей беременности, моделью для многих его произведений этого периода. Справа на переднем плане центральной панели изображена одна из страниц Священного писания и медный таз, в котором находятся терновый венец и гвозди Распятия в запёкшейся крови — символы Страстей Христовых. Рядом — губка (которую римский воин смочил уксусом и подал Христу). Толпа любопытных уже разошлась с Голгофы, также угасает и дневной свет. После жертвы на Голгофе ивр. גולגלתא‎, «лобное место» от арам. gûlgaltâ, букв. «череп»; лат. Calvaria), как это называется в Писании, сквозь печальное, сумрачное небо пробиваются лучи света, освещающие холм и тела плебеев, смелые позы которых напоминают композицию Даниеле да Вольтерры.

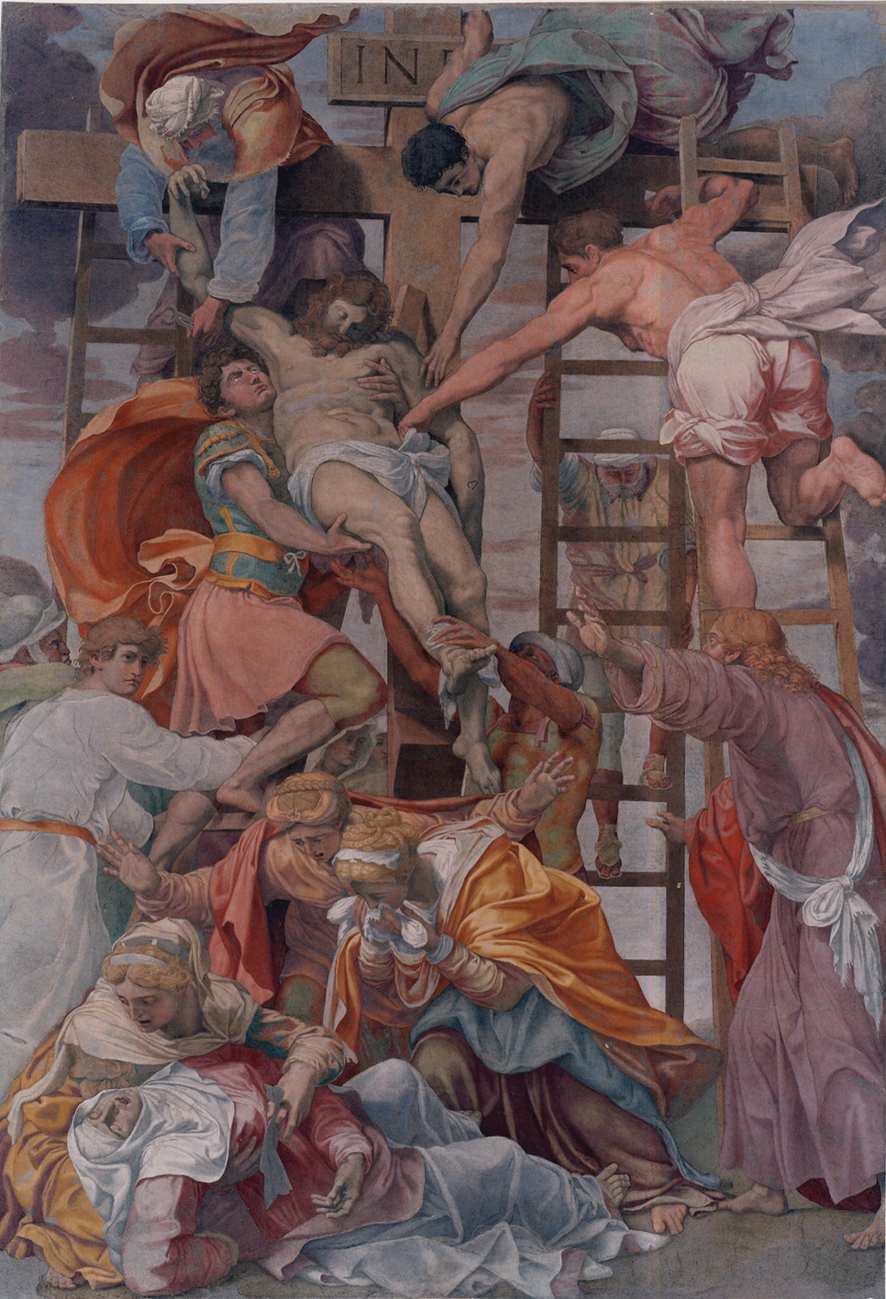
Даниэле да Вольтерра. Снятие с креста. 1541. Церковь Сантиссима-Тринита-дей-Монти, Рим
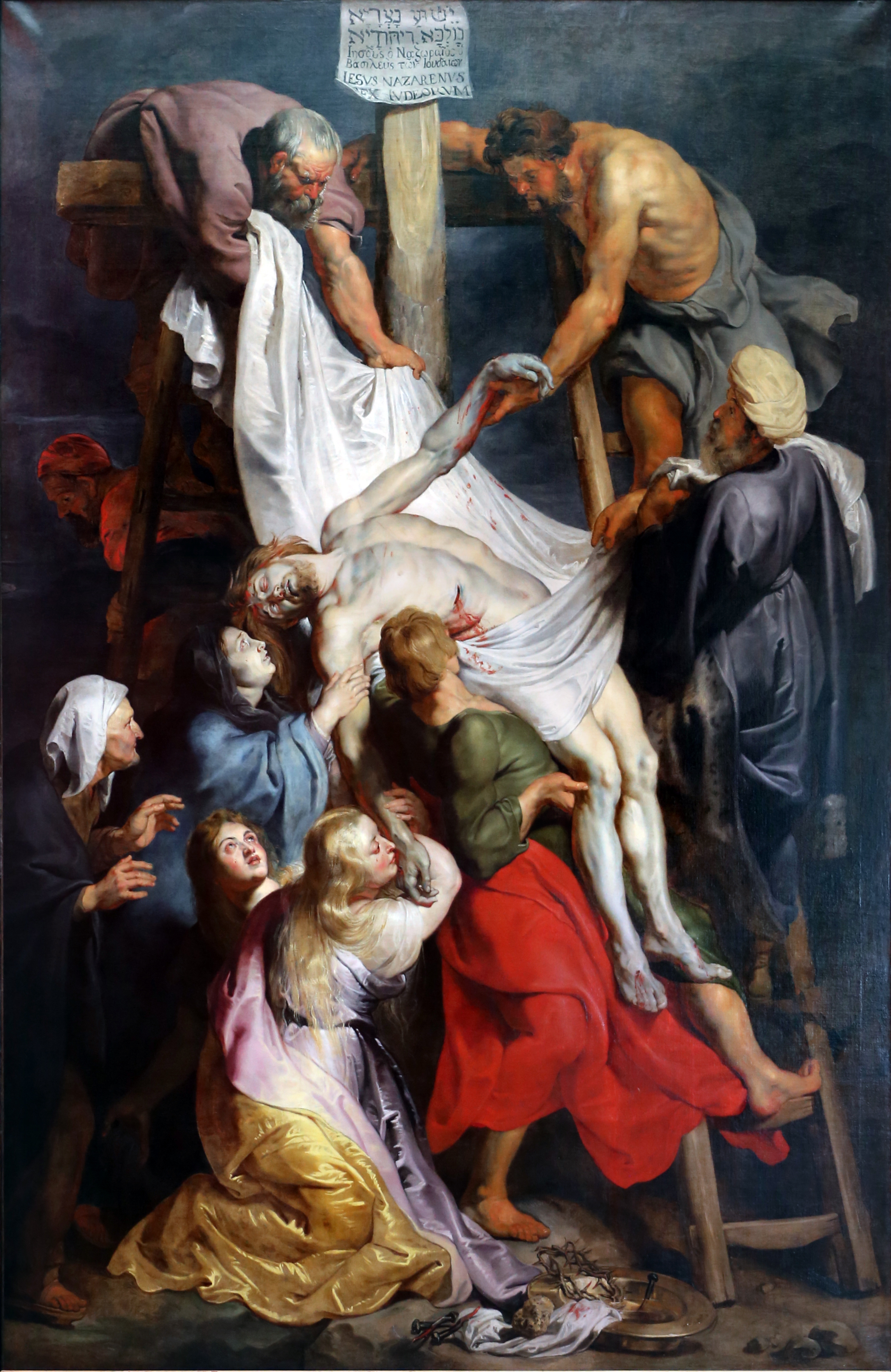
П. П. Рубенс. Снятие с креста. 1516. Холст, масло. Дворец изящных искусств, Лилль
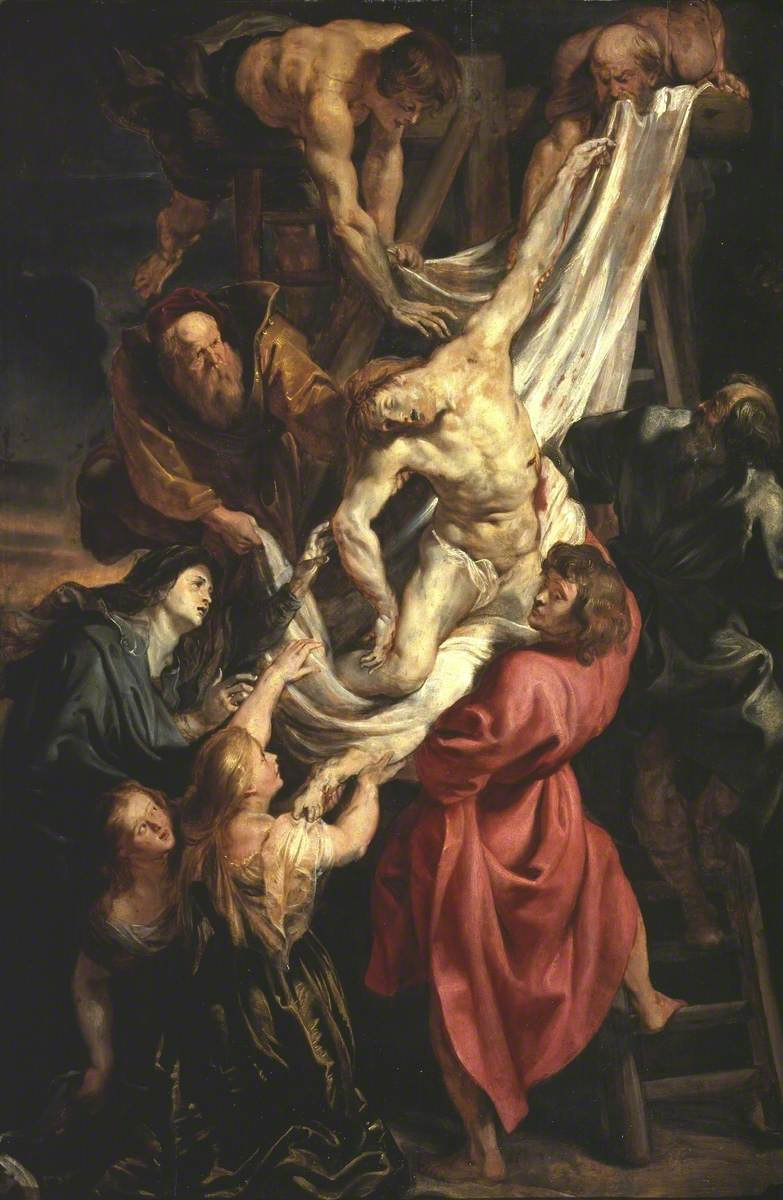
П. П. Рубенс. Снятие с креста. 1516. Холст, масло. Галерея Курто, Лондон
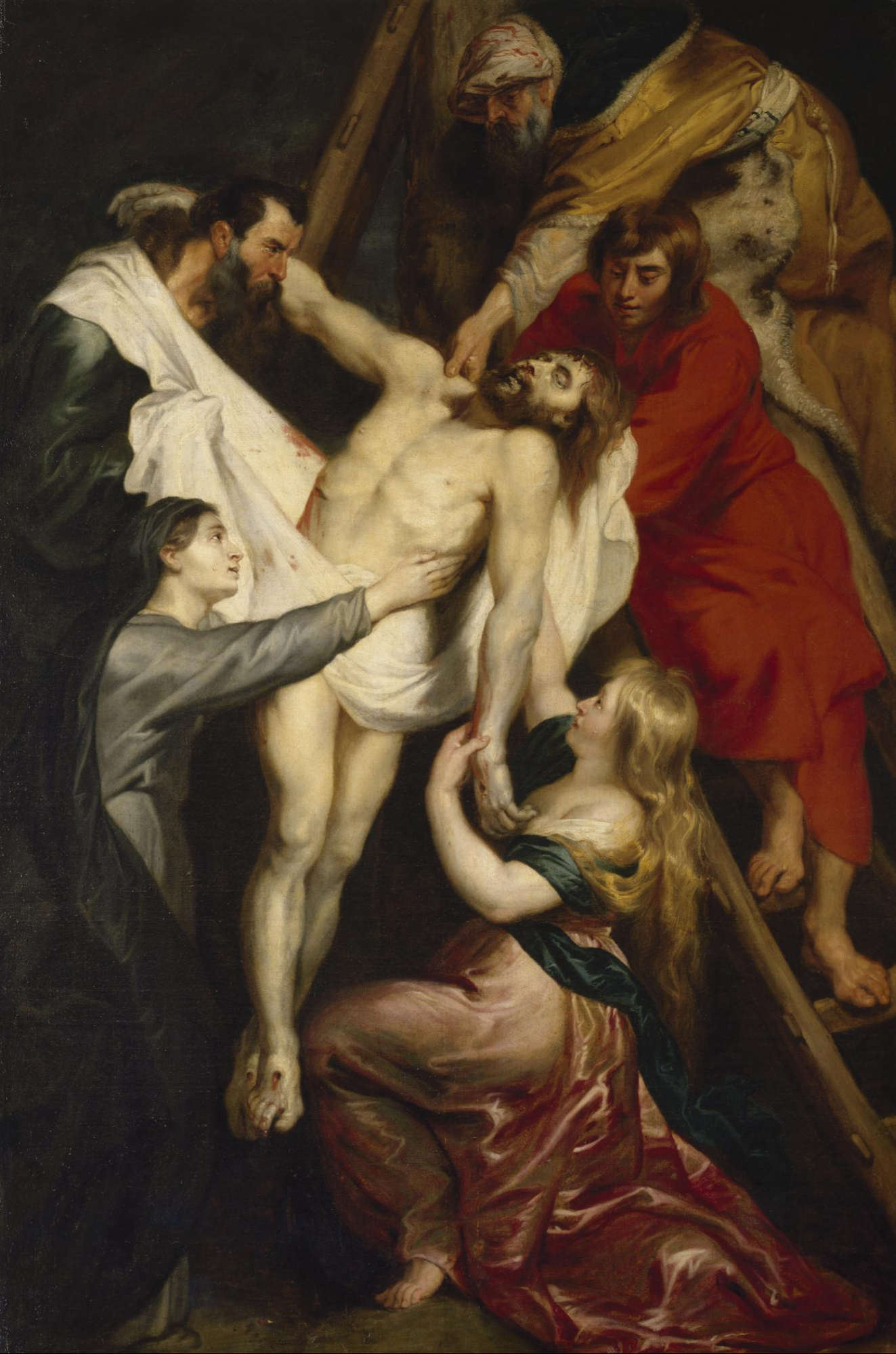
П. П. Рубенс. Снятие с креста. 1617–1618. Холст, масло. Государственный Эрмитаж, Санкт-Петербург

Внешняя сторона створок целиком посвящена образу Святого Кристофора. Аркебузьеры, заказав это произведение, потребовали изобразить на триптихе покровителя их гильдии, который, согласно средневековой христианской легенде, когда-то перенёс Отрока-Христа через реку. Рубенс изобразил святого Христофора в виде великана Геркулеса, переходящего реку с младенцем Христом на плечах. Отшельник, изображённый на правой створке, освещает его путь фонарем. Сюжет картины продолжается на обратной стороне боковых панелей, и поэтому композицию полностью можно прочитать при закрытых створках триптиха.

## Особенности конструктивного построения
В этом произведении Рубенса проявлены многие композиционные и конструктивные приёмы стиля барокко. «Несмотря на общую уравновешенность, композиция проникнута мощным и напряжённым, но зрительно затруднённым движением. Это объясняется тем, что главная конструктивная линия композиции направлена против „сильной диагонали“» (которая согласно принципам гештальтпсихологии показывает движение слева направо): из правого верхнего угла картины в левый нижний, что и создаёт особое напряжение как бы остановившейся сцены. Мёртвое тело Христа не «соскальзывает» вниз — его движение затруднено, оно оцепенело и все фигуры будто замерли, ощущая великий трагический момент человеческой истории. «Эмоциональное напряжение сцены усиливается цветовым контрастом: белой плащаницей Христа и ярко-красным плащом Иоанна».

## «Снятие с креста» в оценках художников и критиков
Как одно из самых известных произведений Рубенса, триптих «Снятие с креста» породил множество отзывов известных художников и критиков. Ниже представлены наиболее примечательные из них.

### Эжен Фромантен. «Рубенс без шаблонов»
Отрывок из работы французского живописца и выдающегося эссеиста Эжена Фромантена «Рубенс без шаблонов», относящейся к 1875 году о картине «Снятие с креста». Написанная спустя несколько месяцев после краткого путешествия по городам Бельгии и Голландии, она была издана незадолго до кончины её автора. И, неожиданно для всех — увековечила его имя. Слишком оригинальными, непредвзятыми, смелыми были взгляды и мысли Фромантена на творчество авторитетов мировой живописи. Очерк о двух антверпенских триптихах Рубенса включён в качестве отдельной главы в знаменитую книгу Фромантена «Старые мастера»:

Рубенс вернулся в Антверпен из Италии и написал два триптиха с перерывом в два года, но вдохновлённых единым усилием творческой мысли… Он написал их, если можно так выразиться, едва сойдя на берег. Его художественное образование было закончено…

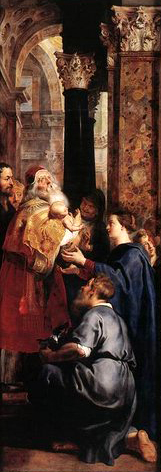
Представление Иисуса в Иерусалимском храме. Правая панель триптиха

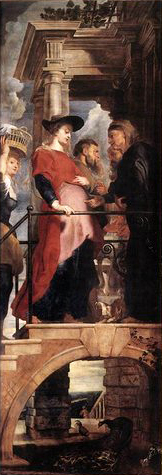
Встреча Марии и Елизаветы. Левая панель триптиха

Композиция не нуждается в описании. Вряд ли вы сумеете указать более популярное произведение искусства… Нет человека, который не оценил бы построения этой картины и производимого ею эффекта, потока света в центре, выделяющегося на тёмном фоне, грандиозных пятен, чёткости и массивности её членений. Известно, что Рубенс задумал эту картину в Италии и что он нисколько не старался скрыть своих заимствований. Сцена сильна и значительна. Она производит впечатление уже издали и мощно вырисовывается на стене: она сурова и делает зрителя серьёзным. Когда вспоминаешь об убийствах, заливающих кровью картины Рубенса, о сценах резни, о палачах, которые истязают, пытают раскаленными щипцами, заставляют кричать от боли, то понимаешь, что здесь показана благородная казнь. Тут все сдержанно, сжато, лаконично, как на странице Священного писания.
Ни резких жестов, ни криков, ни мук, ни излишних слёз. И только у Богоматери едва прорываются рыдания, непомерная скорбь выражена жестом безутешной матери, её заплаканным лицом и покрасневшими от слёз глазами. Христос — одна из наиболее изысканных фигур, когда-либо созданных Рубенсом для изображения Бога. В этой фигуре есть невыразимая словами грация стройных, гибких, почти утончённых форм, придающая ей все изящество живой натуры и всё благородство прекрасного академического этюда. Пропорции безукоризненны, вкус совершенен, рисунок достоин вдохновившего его чувства.
Вам не забыть впечатления от этого большого измождённого тела с маленькой упавшей набок головой, с худым мертвенно-бледным и прозрачным лицом, не обезображенным и не искажённым смертью. Всякое выражение страдания сошло с него. Словно в забытьи, чтобы хоть на миг обрести покой, спускается это тело, полное той странной красоты, которую смерть придает праведникам. Посмотрите, как тяжело оно, как бессильно скользит оно вдоль пелены и с какой ласковой заботой его принимают протянутые женские руки. Одна нога Христа, проколотая и слегка посиневшая, касается у подножия креста обнажённого плеча Магдалины. Не опирается, а лишь касается. И это прикосновение неуловимо: оно скорее угадывается, чем видно; было бы грубо подчеркнуть его, было бы жестоко не дать его ощутить. Вся скрытая чувствительность Рубенса в этом едва уловимом прикосновении, говорящем о многом так сдержанно и так трогательно.
Грешница прелестна. Это, бесспорно, лучшая по живописи часть картины, наиболее тонко и индивидуально исполненная, одно из совершеннейших созданий Рубенса в его творчестве, столь наполненном женскими образами. Эта чудесная фигура имеет свою легенду. Да и могла ли она не иметь её, если само её совершенство стало легендарным? Весьма вероятно, что эта красивая девушка с чёрными глазами, твердым взглядом и чистым профилем — портрет Изабеллы Брандт, на которой Рубенс женился за два года до создания этой картины и которая служила ему, возможно во время своей беременности, моделью для Богоматери на одной из створок картины с изображением «Посещения св. Елизаветы». Однако, глядя на её полную фигуру, пепельные волосы, пышные формы, невольно думаешь об исключительной прелести и обаянии прекрасной Елены Фаурмент, на которой Рубенс женился двадцать лет спустя.
С раннего возраста и до самой смерти в сердце Рубенса жил один определённый тип красоты. Этот идеальный образ, в который он был влюблен, неотступно преследует его и владеет его воображением. Рубенс наслаждается им, обогащает его и завершает. Он ищет его в обоих своих браках и не перестает повторять его во всех своих произведениях. Всегда было что-то и от Изабеллы и от Елены в женских типах, которые Рубенс писал с каждой из них. В первой он будто предвосхищал черты второй, во вторую вложил неизгладимое воспоминание от первой. В момент, о котором мы говорим, он обладает одной из них и вдохновляется ею; другая ещё не родилась, и все же он угадывает её. Будущее смешивается здесь с настоящим, реальное — с предвидением идеального. Уже при своем возникновении образ имеет двойственную форму. Он не только великолепен, но в нём не забыта ни одна черта. Порой кажется, что, запечатлевая его с первых же дней, Рубенс хотел сказать этим, что его никогда не забудут ни он сам, ни другие.
Впрочем, это единственный образ светской красоты, которым Рубенс украсил эту строгую, несколько монашескую картину, целиком евангельскую по своему характеру, если подразумевать под этим серьёзность чувства и исполнения и не забывать о тех строгих требованиях, которым художник подобного склада должен был подчиниться. Легко понять, что при таких обстоятельствах добрая часть его сдержанности зависела столько же от его итальянской выучки, сколько от его отношения к сюжету.

Несмотря на пятна света и необыкновенную белизну пелены, полотно кажется тёмным, а живопись, несмотря на её рельефность, — плоская. В этой картине основу составляют черноватые тона, на которые положены широкие, четкие, совершенно лишенные оттенков световые пятна. Колорит её, не слишком богатый, но полностью выдержанный в едином ключе, точно рассчитан на впечатление издали. Он как бы строит картину, обрамляет её, показывает её сильные и слабые стороны, не стремясь ничего приукрасить. Он слагается из почти чёрного зелёного цвета, из абсолютно чёрного, несколько тусклого красного и белого. Эти четыре тона положены рядом совершенно свободно, насколько это допустимо в сочетании четырёх тонов такой силы. Правда, сочетание резкое, но оно не вредит ни одному из тонов. На ярко-белом фоне тело Христа вырисовывается тонкими гибкими линиями и моделируется своим собственным рельефом, без малейшей попытки варьировать оттенки, а лишь с помощью едва уловимых валёрных переходов. Никаких бликов, ни одного резкого разделения в освещённых местах, почти ни одной детали в тёмных частях картины. Всё исключительно по своему размаху и строгости… Краска положена ровным плотным слоем, мазок лёгкий, но осторожный. С того расстояния, с какого мы рассматриваем картину, работа кисти не видна, но легко догадаться, что она превосходна. Картина выполнена с поразительной уверенностью человеком, искушённым в лучших традициях, он следует им, сообразуется с ними, стремится мастерски работать. Рубенс наблюдает за собой, сдерживает себя, умело владеет своими силами, подчиняет их себе, пользуясь ими лишь вполовину

### Роже де Пиль. «Снятие с креста»
Отрывок из работы Пиль, Роже де Роже де Пиля «Беседы о понимании живописи и о том, как должно судить о картинах» (Париж, 1677) Беседа вторая (Описания картин из собрания герцога де Ришельё)

Непомерно сложно изображать момент, когда Иисуса Христа снимают с креста, так как трудно сгруппировать на весу все предметы, которые могли бы образовать светлое пятно полотнища. Однако Рубенс прекрасно справился с этой задачей, введя большой саван, который находится позади тела Христова и помогает его поддерживать. Фигуры же размещены следующим образом: над крестом находятся два человека, один из них ещё поддерживает тело Христа, в то время как св. Иоанн, стоя внизу, принимает Христа и несет основную его тяжесть. Коленопреклоненные святые жены готовы помочь св. Иоанну, а Богоматерь приближается, чтобы принять тело сына. Она смотрит на него с горестью, проникающей в сердце всякого, кто внимательно вглядится в её лицо. Иосиф Аримафейский, стоя на лестнице, поддерживает тело под руку. С противоположной стороны другой старец спускается по приставной лестнице, выпустив угол савана и передав свою ношу стоящему рядом св. Иоанну. В середине между этими восемью фигурами находится Христос в необычайно трогательной позе; характер мертвого тела передан в нём так полно, как никогда. Свет падает на тело и на простыню за ним, привлекая взор и создавая удивительный эффект. Эта картина — только эскиз большого заалтарного образа из церкви Богоматери в Антверпене, но он так прекрасен и закончен во всех частях, что его скорее следует назвать предварительным вариантом. Художник столь полно проникся своей темой, что вид его произведения способен тронуть душу грешника и пробудить в ней сочувствие к страданиям, которые испытал Иисус Христос, чтобы искупить грехи людей

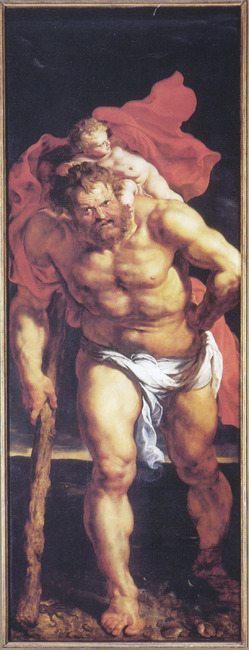
Святой Христофор. Боковая панель
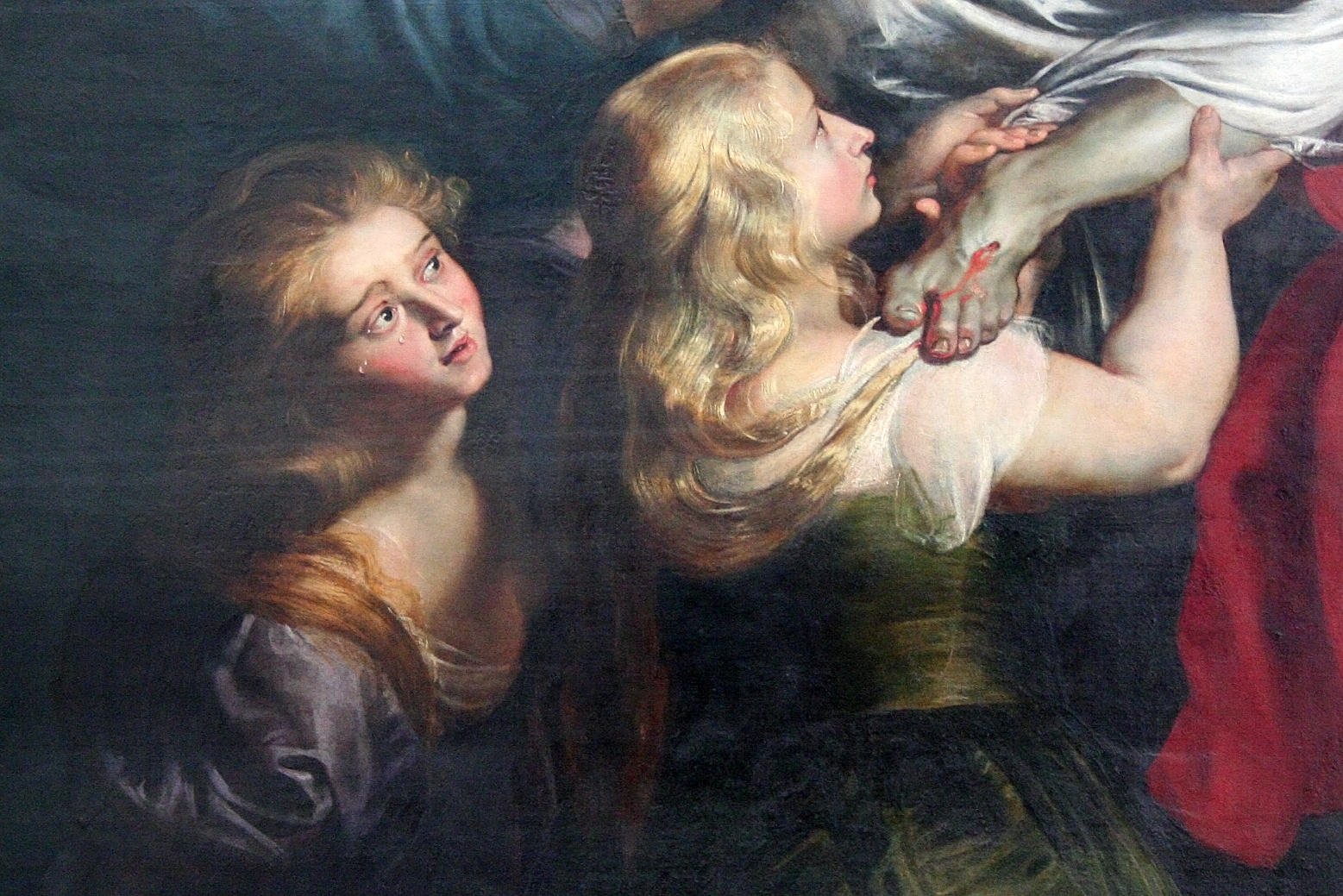
Деталь центральной панели
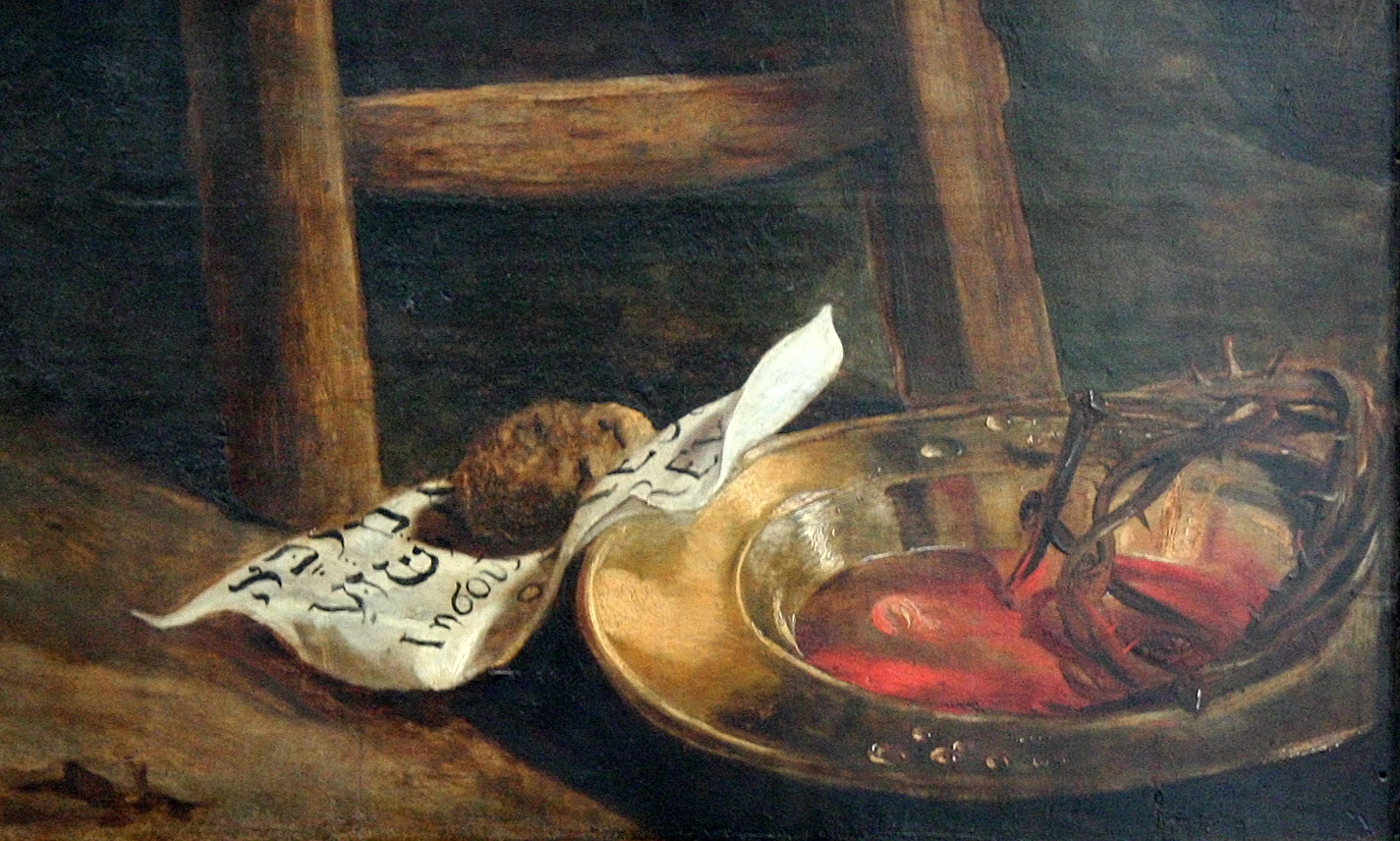
Деталь центральной панели

## Значение антверпенского триптиха и иной, неосуществлённый вариант композиции
Картина Рубенса «Снятие с креста» стала вызовом для многих художников. Это произведение оказалось реалистической картиной на сакральную тему, более глубоко прочувствованной и совершенной по выполнению в сравнении с теми, из которых мастер черпал своё вдохновение. Для его современников это был не только триумф цвета, формы и композиции. Всего лишь через несколько лет после написания триптиха слава «Снятии с креста» облетела всю Европу, картина сделала Рубенса первым религиозным художником своего времени. В ней впервые нашёл своё полное отражение эмоциональный накал стиля фламандского барокко, основателем которого и стал Питер Пауль Рубенс. В наше время триптих является одним из семи чудес Бельгии.
Примечательно, что в последнем варианте композиции 1617—1618 годов, оказавшемся в Санкт-Петербургском Эрмитаже, Рубенс применил иную композиционную схему уравновешенных диагоналей (типа «андреевского креста»), выражающую не движение, а покой, умиротворение и сосредоточение (насколько это возможно по сюжету). Это произведение также под названием «Снятие с креста», было написано в качестве алтарного образа по заказу капуцинского монастыря в Лире близ Антверпена. Предположительно в 1797 или 1798 году картина была захвачена французскими войсками и отправлена в Париж. В 1809 году находилась в замке Мальмезон, принадлежавшем Жозефине Богарне. После смерти Жозефины в 1814 году вместе с другими произведениями картина Рубенса была приобретена императором Александром I и в 1815 году отправлена в Эрмитаж.

П. П. Рубенс. Снятие с креста. Ок. 1614 г. Дерево, масло. Государственный Эрмитаж, Санкт-Петербург. Схема композиции: В. Г. Власов по С. М. Даниэлю, 2008

Ещё один вариант, также находящийся в Эрмитаже (ок.1614 г.), называемый эскизом неосуществлённой композиции, демонстрирует совершенно иной подход к решению темы. Формат картины приближен к квадрату и это подсказало Рубенсу идею сферической перспективы, построенной на центральной точке и системе концентрических окружностей. «Оптический центр изображения, — писал С. М. Даниэль, — связан с точкой наибольшего напряжения сил — левой рукой Магдалины… К этому центру ориентированы основные, радиальные линии композиции, вокруг него организовано кольцевое движение „ближних Христа“… Фигуры участников действия как бы попали в водоворот и не принадлежат себе».